# John Ince
John Edward Ince est un acteur et réalisateur américain né le 29 août 1878 à New York (État de New York) et mort le 10 avril 1947 à Hollywood (Californie).

## Biographie
John Ince est un acteur et réalisateur américain, dont la carrière débuta pendant la période du cinéma muet, alors qu'il continua sa carrière d'acteur après l'avènement du parlant.
Il arrive à Hollywood en 1912 alors que ses deux frères, Thomas H. Ince et de Ralph Ince, tous deux réalisateurs, acteurs, scénaristes et producteurs, l’y ont précédé de plusieurs années.
Il commence sa carrière d’acteur, entre autres, dans une version muette de Richard III (?), puis en 1911, il devient scénariste et réalisateur. Les 33 films qu’il réalisera seront pour l’essentiel des drames mais il signera aussi quelques films d’aventures comme Black Feather en 1928.
Avec le cinéma parlant, il reprend sa carrière d’acteur avec des seconds rôles comme celui du Père Mapple dans Jim le harponneur. En 1932, on le retrouve dans celui d’un juge dans la première version de Destry Rides Again (en), puis en 1934 aux côtés de John Wayne dans Le Texan chanceux et l’année suivante dans Texas Terror.
Dans le même temps que ses apparitions dans des westerns de série B, on le retrouve dans de petits rôles aux côtés de Clark Gable (L'Appel de la forêt 1935), James Stewart (Monsieur Smith au Sénat 1939) et Gary Cooper (L'Homme de la rue 1941).
Il s’éteint le 10 avril 1947 des suites d’une pneumonie mais les caprices de la distribution permettront de le retrouver dans Gun Cargo en 1949.

## Filmographie partielle

### Comme réalisateur
- 1915 : The Cowardly Way
- 1915 : Sealed Lips
- 1916 : The Crucial Test
- 1916 : Her Maternal Right
- 1916 : The Struggle
- 1918 : Secret Strings
- 1918 : Her Man
- 1919 : A Favor to a Friend
- 1919 : La Rose messagère (Should a Woman Tell?)
- 1919 : Blind Man's Eyes
- 1919 : Blackie's Redemption
- 1919 : One-Thing-At-a-Time O'Day
- 1919 : Please Get Married
- 1920 : Held in Trust
- 1920 : Old Lady 31
- 1920 : Someone in the House
- 1921 : Passion Fruit
- 1923 : The Love Trap
- 1924 : Cheap Kisses
- 1925 : The Girl of Gold
- 1925 : The Great Jewel Robbery
- 1925 : If Marriage Fails
- 1926 : A Call in the Night
- 1926 : Her Big Adventure
- 1927 : The Hour of Reckoning
- 1928 : Black Feather
- 1928 : Wages of Conscience

### Comme acteur
- 1930 : Moby Dick (Moby Dick) de Lloyd Bacon : Révérend Mapple
- 1932 : Afraid to Talk de Edward L. Cahn : Bill
- 1933 : Un danger public (Picture Snatcher) de Lloyd Bacon : le capitaine de la police (non crédité)
- 1933 : Le Bateau des fugitifs (Ship of Wanted Men) de Lewis D. Collins
- 1934 : Le Texan chanceux de Robert N. Bradbury : un citadin (non crédité)
- 1934 : Fighting to Live de Edward F. Cline
- 1934 : Un rude cow-boy (The Dude Ranger) de Edward F. Cline
- 1935 : Texas Terror de Robert N. Bradbury : Bob, le forgeron
- 1936 : Chef d'orchestre malgré lui (Grand Slam Opera) de Charles Lamont : le colonel Crow
- 1936 : Gardez-les sous les verrous (Don't Turn 'em Loose) de Benjamin Stoloff
- 1938 : Gangster d'occasion (Co Chase Yourself) de Edward F. Cline
- 1944 : Le Président Wilson (Wilson) de Henry King : sénateur Watson
- 1944 : Heavenly Days de Howard Estabrook : le sénateur
- 1944 : L'Esprit diabolique (Voodoo Man) de William Beaudine : le producteur